# Evangeli Viu
L'evangeli Viu és un evangeli apòcrif que fou usat pels maniqueus. Les seves referències les tenim gràcies a Timoteu Presbíter en la seva obra De iis qui ad Eclesiam accedunt.
Va ser un Evangeli del segle III evangeli gnòstic escrit pel Maniqueisme profeta Mani. Va ser escrit originalment en siríac i anomenat Evangelion (Classical Syriac: ܐܘܢܓܠܝܘܢ), del grec εὐαγγέλιον ( "bones notícies") i va ser una de les set escriptures originals del maniqueisme. Es conserven diversos fragments al Còdex maniqueu de Colònia (descobert el 1969) i en fragments de manuscrits trobats a Turfan a partir de 1904. Alguns fragments de manuscrits coptes recuperats a Fayyum semblen contenir una mena de comentari o homilia sobre l'evangeli.
L'erudit iranià Al-Biruni (973–després de 1050), que encara tenia accés al text complet en el moment d'escriure, va comentar que es tractava d'un "evangeli d'un tipus especial", a diferència de qualsevol dels evangelis de els cristians, i que els maniqueus insistien que el seu era l'únic evangeli veritable, i que els diversos evangelis dels cristians tergiversaven la veritat sobre el Messies.
Hi ha una tendència en l'erudició històrica a confondre l'Evangeli Vivent de Mani amb una altra de les seves obres, conegut com Ertenk o Ardhang/Arzhang (persa antic : artha-thanha , aproximadament "missatge de veritat") o El llibre d'imatges. L'Ardhang era de fet un llibre d'imatges, amb el nom de Eikōn en grec i coptica . Aquest era un llibre que contenia il·lustracions per acompanyar i facilitar la comprensió de la cosmologia de Mani. Foci I de Constantinoble (o pseudo-Photius) comenta el text, dient que conté un relat falsificat d'alguns dels actes de Jesús, mentre que Pere de Sicília insisteix que no contenia aquest material.